# Stepelfstedentocht
De stepelfstedentocht is een spin-off van de elfstedentocht, waar deelnemers een rit maken door elf Friese steden op een step. De rit wordt sinds 1985 georganiseerd door de Bolswarder Stepvereniging en wordt jaarlijks op eerste Pinksterdag gereden. De tocht voert langs alle elf steden en de gehele tocht is 230 kilometer lang. Anno 2015 is het jaarlijkse aantal deelnemers opgelopen tot zo'n 175. 

## Geschiedenis
De eerste tocht werd in 1985 als sponsortocht opgezet om geld op te halen voor speeltoestellen van een kinderdagverblijf. Dertien deelnemers begonnen toen aan de tocht op de step.

## Route
De route die gevolgd wordt is dezelfde als die van de Fietselfstedentocht, die een dag later op tweede Pinksterdag verreden wordt. Veel van de deelnemers aan de stepelfstedentocht rijden de tocht de volgende dag op de fiets. Het traject is hetzelfde: de route start in Bolsward, en voert via Harlingen, Franeker, Dokkum naar Leeuwarden. Dan gaat de route weer naar Bolsward, via Sneek, IJlst en Sloten naar Stavoren en via Hindeloopen en Workum terug naar Bolsward. Er wordt om middernacht gestart en de hele tocht duurt tussen de 16 en 17 uur, waardoor de meeste steppers laat in de middag weer in Bolsward aankomen.